# Quando tu/Amore e...
Quando tu/Amore e... è il singolo di debutto della cantante pop rock italiana Donatella Rettore, pubblicato in formato 45 giri nell'ottobre del 1973, su etichetta Edibi. 

## Storia
Dopo aver fatto da spalla del tour estivo di Lucio Dalla, che la introduce al mondo della musica, Rettore incide il suo primo singolo discografico per la piccola etichetta discografica partenopea Edibi fondata da Flavia Bideri.
Scritto da Mario Pagano e Rettore, il brano assieme al lato b, Amore e..., confluisce nel primo album inciso dalal cantante, Ogni giorno si cantano canzoni d'amore. Il brano nonostante venga promosso in alcune trasmissioni televisive dell'epoca passa inosservato non godendo di una capillare distribuzione, risultando oggi tra i più rari della discografia della cantante.  

## Edizioni
Il singolo è stato pubblicato su etichetta Edibi con numero di catalogo EDF 1094 ed è stato stampato anche in una rara versione promo test pressing.

## Tracce
1. Lato A: Quando tu - 4:21 (Rettore-Pagano)
2. Lato B: Amore e... - 3:55 (Rettore-Pagano)